# Ascoux
Ascoux è un comune francese di 920 abitanti situato nel dipartimento del Loiret nella regione del Centro-Valle della Loira.

## Storia

### Simboli
Lo stemma del comune di Ascoux è stato adottato il 27 febbraio 2009.
Lo stemma riunisce elementi ripresi dai blasoni delle antiche famiglie che dominarono su Ascoux: i de Bougy, signori del luogo per cinque generazioni, i de Gauville (XVII secolo) e i Prouvansal de Saint Hilaire.

## Società

### Evoluzione demografica
Abitanti censiti